# Sicista caudata
Sicista caudata е вид бозайник от семейство Тушканчикови (Dipodidae).

## Разпространение
Видът е разпространен в Китай и Русия.